# Іващук Віктор Олегович
Ві́ктор Оле́гович Іващу́к (14 березня 1995, м. Червоноград, Львівська область — 13 листопада 2022, поблизу м. Бахмут, Бахмутський район, Донецька область) — військовослужбовець 10-ї окремої гірсько-штурмової бригади Збройних сил України, учасник російсько-української війни, Почесний громадянин Червоноградської міської територіальної громади (2022), кавалер ордена «За мужність» III ступеня (2023).

## Біографія
Віктор Іващук народився 14 березня 1995 року у місті Червоноград на Львівщині.
Протягом 2010—2013 років здобував фах слюсаря-ремонтника та електрогазозварювальника у Червоноградському професійному гірничо-будівельному ліцеї. Згодом ремонтував автівки та реставрував старі автомобілі.
У 2019 році був військовослужбовцем Збройних сил України, воював у складі об'єднаних сил під час російсько-української війни на Донбасі.
У січні 2022 року Віктор Іващук підписав контракт та став військовиком 8-го окремого гірсько-штурмового батальйону 10-ї окремої гірсько-штурмової бригади.
З початком широкомасштабного російського вторгнення в Україну у лютому 2022 року Віктор воював на Київщині, брав участь у її звільнені, пізніше брав участь у боях на Харківщині. Після цього у складі свого підрозділу воював на Донеччині.
Віктор Іващук загинув 13 листопада 2022 року у бою з російськими військами поблизу м. Бахмут Донецької області. 16 листопада 2022 року заупокійне богослужіння та прощання із загиблим військовослужбовцем відбулося у церкві Святого Володимира у Червонограді. Поховали Віктора Іващука 17 листопада 2022 року.

## Відзнаки та нагороди
- Почесний громадянин Червоноградської міської територіальної громади (22 грудня 2022) «зважаючи на значний внесок у захист національної безпеки, з метою вшанування пам'яті загиблих в російсько-українській війні»[3]
- орден «За мужність» III ступеня (6 червня 2023) «за особисту мужність, виявлену у захисті державного суверенітету та територіальної цілісності України, самовіддане виконання військового обов'язку»[4]